# Amin al-Husseini
Mohammed Amin al-Husseini (tiếng Ả Rập: محمد أمين الحسيني; khoảng năm 1897 - 4 tháng 7 năm 1974) là một nhà lãnh đạo Hồi giáo theo Chủ nghĩa dân tộc Ả Rập người Palestine ở Lãnh thổ Ủy trị Palestine.